# Caritas der Diözese Innsbruck
Die Caritas der Diözese Innsbruck, auch Caritas Tirol, ist eine Hilfsorganisation der römisch-katholischen Kirche im österreichischen Bundesland Tirol. Sie ist Teil von Caritas Österreich, aber eine eigenständige Institution und untersteht dem Bischof der Diözese Innsbruck.

## Geschichte
Die Vorgängerorganisation der Caritas der Diözese Innsbruck war der zu Beginn des 20. Jahrhunderts gegründete Tiroler Karitasverband Barmherzigkeit. Dieser wurde in der Zeit des Nationalsozialismus ab 1938 zunächst finanziell ausgehungert und schließlich 1939 in die Nationalsozialistische Volkswohlfahrt eingegliedert.
Die Organisation wurde im Juni 1945 als „Diözesanes Amt“ ohne eigene Rechtspersönlichkeit neu gegründet. Nach der Bekämpfung der allgemeinen Not in der unmittelbaren Nachkriegszeit widmete sich die Caritas in Tirol insbesondere der Errichtung von Wohnräumen und der Ausbildung für die Soziale Arbeit. In den 1970er Jahren wurde die Hungersnot in der Sahelzone zu einem wichtigen Einsatzfeld. Der Schwerpunkt bei der Auslandshilfe wurde in den 1990er Jahren auf Osteuropa erweitert. Die Caritas der Diözese Innsbruck erhielt am 1. Mai 2009 als „Kirchliche Stiftung“ eine eigene Rechtspersönlichkeit, steht jedoch weiterhin in enger Beziehung zur Diözese und untersteht dem Bischof als oberstem Leiter.

## Leitung
Die Direktoren der Caritas der Diözese Innsbruck waren Josef Steinkelderer von 1945 bis 1972, Sepp Fill von 1973 bis 1988, Hans Neuner von 1988 bis 1997 und Georg Schärmer von 1998 bis 2021. Seit September 2021 ist Elisabeth Rathgeb Caritasdirektorin.

## Organisation
Die Direktion besteht aus dem Direktor und der stellvertretenden Direktorin. Diese unterstehen wiederum dem Bischof. Es gibt sechs Bereichsleitungen für Engagement & Bildung, Betreuung & Begleitung, Sozialberatung, Rat & Hilfe, Osttirol & Familienhilfe Lienz und Auslandshilfe. Hinzu kommen eine Wirtschaftleitung sowie drei Stabsstellen für Kommunikation & Leitung Direktionsbüro, Elementarpädagogik & Dienststellenleitung Treffpunkt Lebensraum und den Personalreferenten.

## Aufgaben
Aus dem Leitbild der Caritas Tirol „Wir sind da für Menschen, die Hilfe brauchen“ leiten sich ihre Kernaufgaben ab:

### Nothilfe
Erste Anlaufstelle für Menschen in Not sind die Beratungszentren in Innsbruck, Schwaz, Lienz, Telfs, Imst, Jenbach, Uderns, Landeck und Reutte. Hier beraten Sozialarbeiter kostenlos und anonym. Sie suchen in Zusammenarbeit mit anderen Sozialeinrichtungen, Ämtern, Behörden und Pfarren einen Ausweg aus der Krise. Möglich sind auch kurzfristige finanzielle Hilfen sowie Frühstück, Abendessen und Duschmöglichkeiten in der Wolfgangstube oder der Katharina-Stube in Innsbruck.

### Sorge um den Nächsten
Durch den Einsatz vieler Freiwilliger ist die Caritas Tirol in der Lage, ein breites Spektrum an Unterstützungen anzubieten:
- Kinder und Jugendliche: youngCaritas fördert die aktive Mitgestaltung und das soziale Engagement junger Menschen. Lernhilfen in Innsbruck, Reutte und Imst zeigen die Vorteile von gemeinsamen Lernen. Das Jugendzentrum Space in Innsbruck bietet altersspezifische Projekte an.[7]
- Familien: Die zwei Schwerpunkte sind kostenlose Beratung für Paare, Schwangere und Familien sowie aktive Hilfe. Diese kommt bei kurzfristigen Betreuungsengpässen ins Haus.[8]
- Pflegende Angehörige: Gemeinsam mit der Tiroler Gebietskrankenkasse ermöglicht die Caritas Tirol Erholungswochen für pflegende Angehörige.[9]
- Menschen auf der Straße: Zusammen mit dem Roten Kreuz leistet Caritas Tirol eine medizinische Basisversorgung für Menschen auf der Straße.[10]
- Menschen mit Behinderung: In den drei über das Bundesland verteilten Zentren Uderns, Innsbruck und Zams können Behinderte ihren Fähigkeiten entsprechend an Tagesaktivitäten teilnehmen.[11]
- Flüchtlinge: Beim Buddy-System helfen ehrenamtliche Mitarbeiter Asylwerbern und Flüchtlingen bei Alltagsproblemen.[12]
- Internationale Hilfe: Die Projektländer der Caritas Tirol sind Armenien, Burkina Faso, Mali und Rumänien. Die Projekt-Schwerpunkte sind Bildung, Wasserversorgung und Landwirtschaft. Dabei werden vor allem Frauen und Kindern unterstützt.[13][14]

### Bildung
Eine Kernaufgabe der Caritas ist es, die Menschen zur Selbsthilfe zu ermächtigen. Dazu gehören Öffentlichkeitsarbeit für soziale Anliegen ebenso wie eigene Schulungen und Beihilfen für Weiterbildung. Konkret bietet die Caritas Tirol:
- Alternative Stadtführung: Im Jahr 2018 haben über 2000 Jugendliche am „Rundgang der Not“ teilgenommen.[16]
- Welthaus: Seit 1998 setzen sich sieben katholische, entwicklungspolitische Organisationen für eine nachhaltige, zukunftsfähige Gesellschaft ein. Ziele sind der persönliche Austausch mit Gästen aus Entwicklungsländern und die Durchsetzung von Forderungen der Entwicklungspolitik bei politischen Entscheidungsträgern und internationalen Institutionen.[17]
- Bildungszentrum: Im Jahr 2019 schulte die Caritas Innsbruck rund 1000 Interessenten bei über 40 Bildungsangeboten in den Themen Mobbing, Leben mit Autismus und Information über Beihilfen und Förderungen.[18]

## Finanzierung

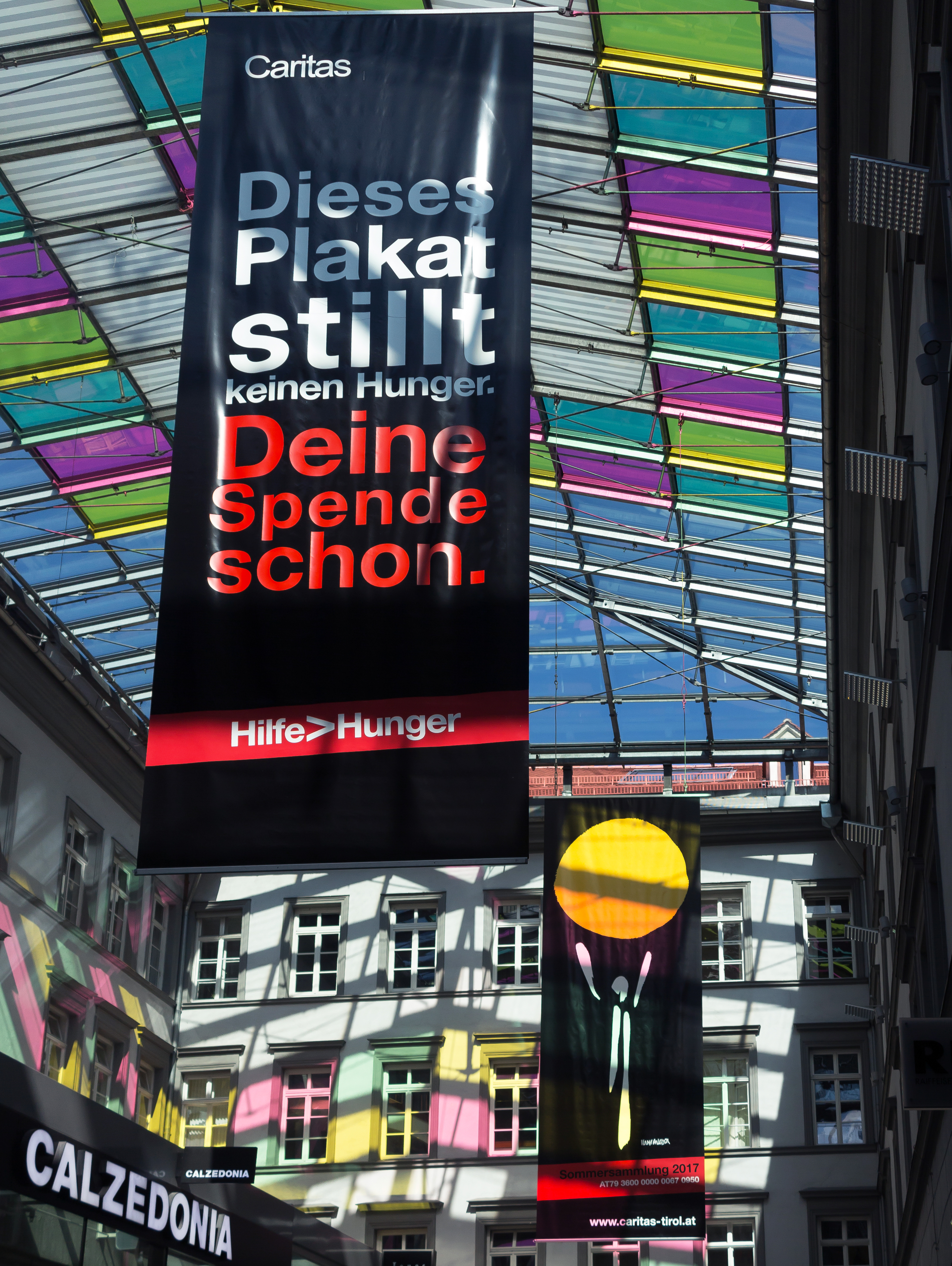
Plakataktion der Caritas in Innsbruck

Das Budget 2022 weist Ein- und Ausgaben von rund 17 Millionen Euro aus. Die Einnahmen setzen sich aus 19 Prozent Spenden, 41 Prozent betrieblichen Einnahmen und zu 32 Prozent aus Subventionen und Zuschüssen zusammen. Die Ausgaben zeigen einen Verwaltungsaufwand von unter zehn Prozent.
Laut Bundesministerium für Finanzen sind Spenden an die Caritas der Diözese Innsbruck steuerlich als Sonderausgaben absetzbar.
| Die zur Anzeige dieser Grafik verwendete Erweiterung wurde dauerhaft deaktiviert. Wir arbeiten aktuell daran, diese und weitere betroffene Grafiken auf ein neues Format umzustellen. (Mehr dazu) | Die zur Anzeige dieser Grafik verwendete Erweiterung wurde dauerhaft deaktiviert. Wir arbeiten aktuell daran, diese und weitere betroffene Grafiken auf ein neues Format umzustellen. (Mehr dazu) |